# Cariatide

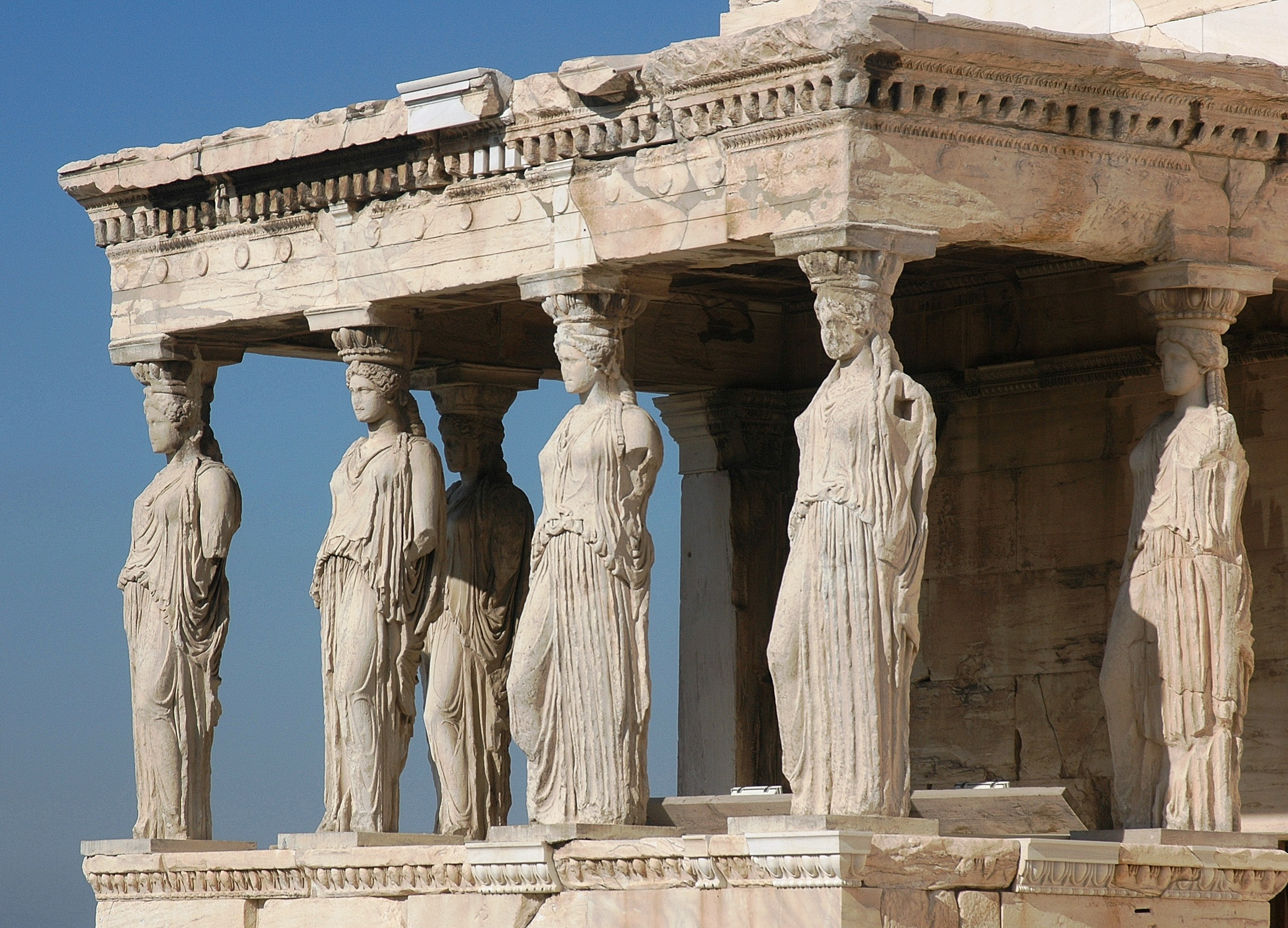
Les cariatides à l'entrée de l'Érechthéion.

Une cariatide, ou caryatide (du grec ancien Καρυάτιδες, littéralement « femmes de Caryes », du nom d'une ville de Laconie), est une statue de femme, souvent vêtue d'une longue tunique, soutenant un entablement sur sa tête. Remplaçant ainsi une colonne, un pilier ou un pilastre, les Caryatides apparaissent essentiellement sur les édifices d'ordre ionique.
Le nom fait référence à celles qui figurent sur le baldaquin de l'Érechthéion, sur l'acropole d'Athènes. L’atlante est une variante masculine de la cariatide.

## Étymologie
Les origines du terme sont incertaines. Il est d'abord enregistré sous la forme latinisée « cariatides » par l'architecte romain Vitruve qui a déclaré dans son ouvrage du Ier siècle av. J.-C., De architectura, que les figures féminines de l'Érechthéion représentaient la punition des femmes de Caryae, une ville près de Sparte en Laconie, ayant été condamnées à l'esclavage après avoir trahi Athènes en prenant le parti de la Perse dans les guerres médiques. Cependant, l'explication de Vitruve est douteuse car bien avant les guerres perses, la figure féminine était déjà utilisée comme support décoratif en Grèce et dans l'ancien Proche-Orient. Quelle que soit l'origine, l'association des cariatides à l'esclavage persiste et prévaut dans l'art de la Renaissance. 
L'ancienne Caryae était censée être l'un des six villages adjacents qui se sont unis pour former le canton d'origine de Sparte et la ville natale de la femme du roi Ménélas, Hélène de Troie. La bénédiction d'Hélène sur les filles de Sparte était supposée les rendre particulièrement belles, grandes, fortes et capables de donner naissance à des enfants forts.
Une cariatide supportant un panier sur sa tête est appelée une canéphore (canephora, « porte-panier »), représentant l'une des jeunes filles qui portaient des objets sacrés utilisés lors des fêtes des déesses Athéna et Artémis. Les caryatides du temple du même nom sur l'Acropole d'Athènes, dont on considère avec un certain niveau de doute qu'il ne fait qu'un avec le temple dit de l'Erectheion, dans un sanctuaire dédié à un roi archaïque d'Athènes, peuvent donc représenter des prêtresses d'Artémis à Caryae. 
Le dernier homologue masculin de la cariatide est appelé télamon du nom du personnage mythique éponyme, ou atlante — le nom fait référence à la légende d'Atlas, qui portait la sphère du ciel sur ses épaules. De telles figures ont été utilisées à une échelle monumentale, notamment dans le temple de Zeus olympien à Agrigente, en Sicile.

## Historique
Une des plus anciennes attestations a été découverte sur le site archéologique de Meydancikkale/Gülnar (près de Silifke) en Turquie, et daterait de la fin du VIIIe ou du VIIe siècle avant notre ère. Les statues ont été transférées au musée archéologique de Silifke.

## Cariatides de l'Érechthéion

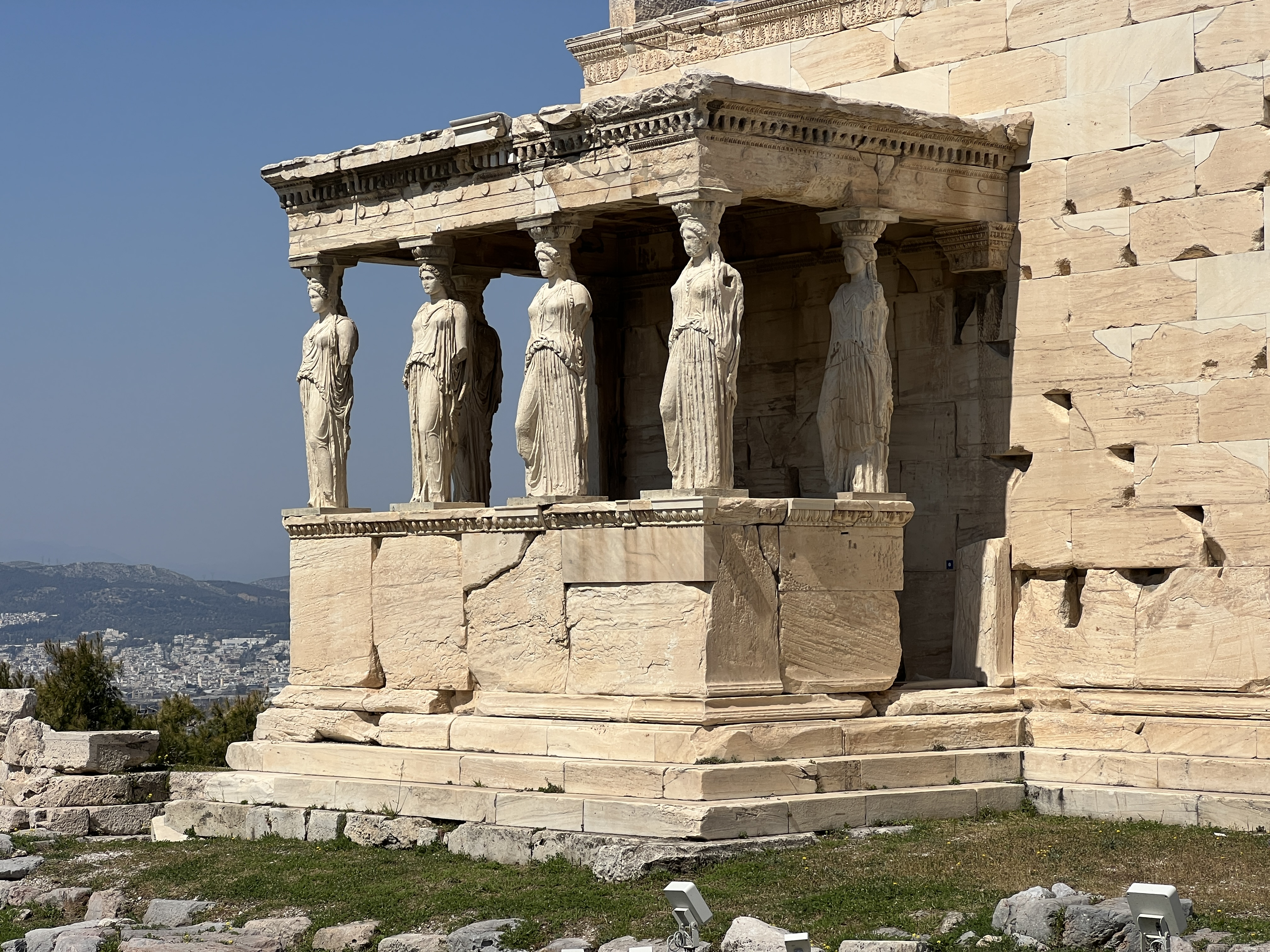
Vue sud-est des répliques des cariatides à l'Erechthéion.

Le nom de « cariatides » leur a été attribué secondairement, on les appelait auparavant simplement « jeunes filles », en grec korè.
Plusieurs interprétations ont été proposées. Il pourrait s'agir des jeunes filles de Laconie qui dansaient chaque année en l'honneur d'Artémis Karyatis, ou les choéphores de Cécrops, le baldaquin formant la partie visible de son tombeau.
D'après l'architecte romain Vitruve, leur nom viendrait de ce que la ville de Karyes s'étant alliée aux Perses lors de l'invasion, ses habitants furent exterminés par les autres Grecs et leurs femmes réduites en esclavage, et condamnées à porter les plus lourds fardeaux. Mais cette explication n'est actuellement pas retenue, ce motif architectural étant déjà répandu à cette époque, par exemple sur les trésors ioniens des Cnidiens ou des Siphniens à Delphes.

## Usages ultérieurs

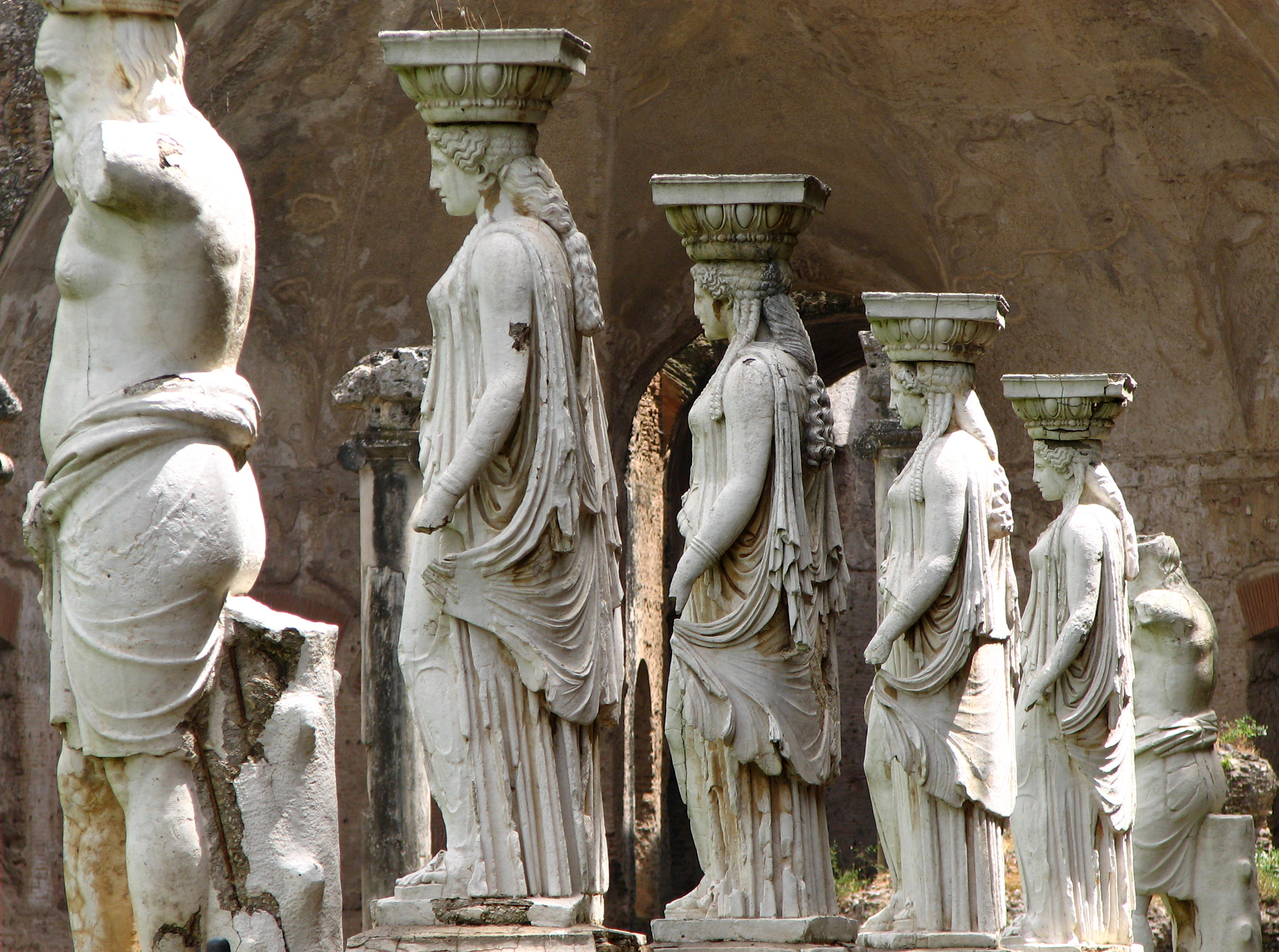
Cariatides de la villa d'Hadrien à Tivoli.

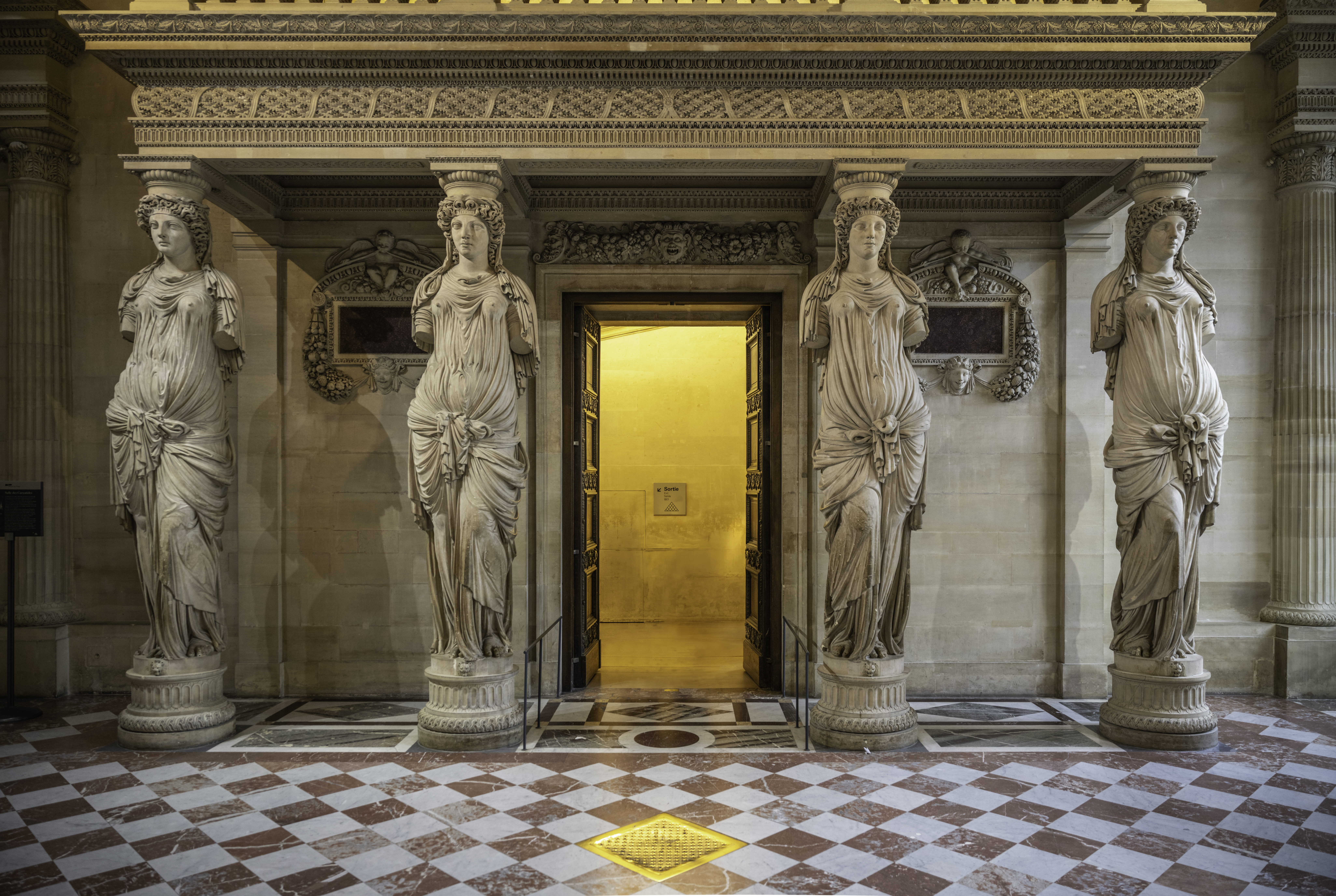
Cariatides de Jean Goujon dans la salle des Caryatides du Louvre.

Les architectes romains ont intégré des cariatides au forum d'Auguste et à la villa d'Hadrien.
En 1550, Jean Goujon (architecte et sculpteur du roi Henri II) a réalisé des cariatides au Louvre, elles soutiennent la plateforme des musiciens dans la salle des gardes suisses (aujourd'hui dite des Cariatides). Il s'agit d'une réplique des cariatides de l'Érechthéion, cependant Jean Goujon n'en avait eu connaissance que par des descriptions et n'avait jamais visité l'original.
De figure hiératique dans l'Antiquité, la figure de la cariatide est devenue au cours du XIXe siècle extrêmement lascive, avec des drapés plus moulants, des poses plus suggestives (voir la fontaine Wallace).
Les cariatides sont également présentes dans l'artisanat et l'ameublement, notamment dans le mobilier français des XVIIe et XVIIIe siècles mais aussi dans l'art africain (trônes, tabourets, plateaux).
Le terme « cariatide » est utilisé par Victor Hugo pour représenter le peuple asservi.